# Biblioteca estándar de C++
En C++, la biblioteca estándar es una colección de clases y funciones escritas en el núcleo del lenguaje. La biblioteca estándar proporciona varios contenedores genéricos, funciones para utilizar y manipular esos contenedores, funciones objeto, cadenas y flujos genéricos (incluyendo E/S interactiva y de archivos) y soporte para la mayoría de las características del lenguaje.[cita requerida]
La biblioteca estándar de C++ también incorpora la biblioteca estándar de C. Las características de la biblioteca estándar están declaradas en el espacio de nombres std.[cita requerida]
La Standard Template Library es un subconjunto de la biblioteca estándar de C++, que contiene los contenedores, algoritmos, iteradores, funciones objeto, etc; aunque algunas personas utilizan el término STL indistintamente con la biblioteca estándar de C++.[cita requerida]
Los archivos de cabecera de la biblioteca estándar de C++ no usan la extensión «.h».[cita requerida]

## Implementaciones
| Nombre                                                         | Organización                            | Página web | Acrónimo    | Licencia                        | Última versión                              |
| -------------------------------------------------------------- | --------------------------------------- | ---------- | ----------- | ------------------------------- | ------------------------------------------- |
| Biblioteca Estándar de C++ de GNU                              | Proyecto GNU y Free Software Foundation |            | libstdc++   | GPLv3                           | Nueva versión principal una vez al año      |
| Biblioteca Estándar de C++ de LLVM                             | Grupo de Desarrolladores de LLVM.       |            | libc++      | Apache License.                 | Cada 2 semanas.                             |
| Biblioteca Estándar de C++ de NVIDIA                           | Nvidia                                  |            | libcudacxx  | Apache License.                 | 4 de septiembre de 2024 (9 meses y 28 días) |
| Biblioteca Estándar de C++ de Microsoft                        | Microsoft                               |            | MSVC STL    | Apache License.                 | Diariamente.                                |
| Biblioteca Estándar de C++ HPX para Paralelismo y Concurrencia | Grupo STELLAR                           |            | HPX         | Licencia de Software Boost 1.0. | 29 de mayo de 2024 (1 año, 1 mes y 4 días)  |
| Biblioteca de Plantilla Estándar de Electronic Arts            | Electronic Arts                         |            | EASTL       | Licencia BSD de 3 cláusulas     | 31 de agosto de 2024 (10 meses y 2 días)    |
| Biblioteca C++ Dinkum                                          | Dinkumware                              |            | Desconocido | Comercial                       | Desconocido                                 |
| Biblioteca Estándar de C++ de Cray                             | Grupo de Usuarios de Cray               |            | Desconocido | Comercial                       | Desconocido                                 |